# Metropolia di Simbirsk

Localizzazione dell'oblast' di Ul'janovsk.

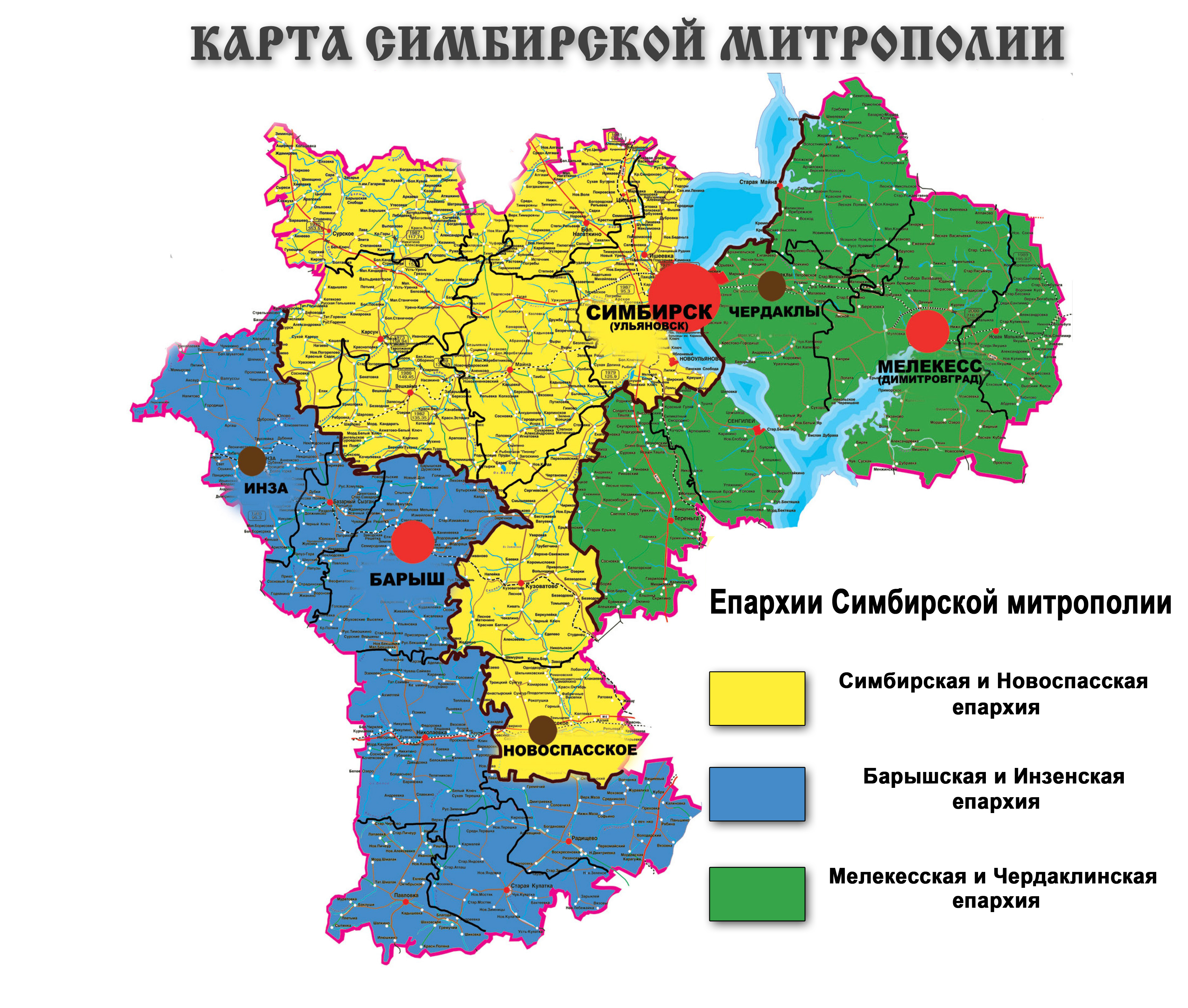
Mappa delle eparchie della metropolia di Simbirsk: in giallo l'eparchia di Simbirsk, in verde l'eparchia di Melekes e in blu l'eparchia di Baryš.

La metropolia di Simbirsk (in russo Симбирская митрополия?) è una delle province ecclesiastiche che costituiscono la Chiesa ortodossa russa.
Istituita dal Santo Sinodo il 26 luglio 2012, comprende l'intera oblast' di Ul'janovsk nel circondario federale del Volga.
È costituita da 3 eparchie:
- Eparchia di Simbirsk[3]
- Eparchia di Baryš
- Eparchia di Melekes[4]

Sede della metropolia è la città di Ul'janovsk, il cui eparca ha il titolo di "Metropolita di Simbirsk e Novospasskoe".